# كودي كريستيان
كودي كريستيان (بالإنجليزية: Cody Christian)‏ (15 أبريل 1995) ممثل أمريكي .

## عن حياته
اسمه بالكامل (كودي ألين كريستين). أشتهر بأدواره في أفلام مثل: (البدائل) 2009، و(ألعاب الجوع) 2013.

## من أعماله
- فيلم The Starving Games
- فيلم Surrogates
- فيلم Beautiful People
- مسلسل Pretty little liars

## روابط خارجية
- كودي كريستيان على موقع IMDb (الإنجليزية)
- كودي كريستيان على موقع قاعدة بيانات الأفلام العربية
- كودي كريستيان على موقع ألو سيني (الفرنسية)
- كودي كريستيان على موقع أول موفي (الإنجليزية)
- كودي كريستيان على موقع قاعدة بيانات الفيلم (الإنجليزية)
- كودي كريستيان على موقع كينوبويسك (الروسية)